# Frank Cellier
Frank Cellier (23 de febrero de 1884-27 de septiembre de 1948) fue un actor teatral y cinematográfico de nacionalidad británica.

## Biografía

### Inicios
Su verdadero nombre era François Cellier, y nació en Surbiton, Surrey, siendo hijo único del director de orquesta François Cellier. Tras finalizar su formación en la Cranleigh School, se dedicó durante tres años al mundo de los negocios.
En 1903 Cellier debutó como actor teatral encarnando a Clement Hale en la obra de Arthur Wing Pinero Sweet Lavender, representada en el Town Hall de Reigate. A partir de entonces se dedicó a la interpretación, aunque también dedicó parte de su tiempo a la dirección teatral. En el otoño de ese año actuó en gira con la compañía de William Poel representando La trágica historia del doctor Fausto, haciendo lo mismo más adelante con diferentes obras de Shakespeare representadas con la compañía de Ian Maclaren. Después extendió su repertorio a una gran variedad de papeles que representó en gira junto a la actriz Florence Nellie Glossop-Harris, hija del actor y director Augustus Harris, y con la que se casó en 1910. La pareja se divorció en 1925. Tuvieron una hija, Antoinette Cellier, que fue actriz y se casó con el también actor Bruce Seton, y un hijo, Peter Cellier, actor teatral, cinematográfico y televisivo.
Cellier no solo viajó por el Reino Unido, sino también por Alemania y las Indias Occidentales, y no debutó en Londres hasta 1914, cuando bajo su propia dirección actuó en Cheer, Boys, Cheer. Tras ello hizo una gira por América y Sudáfrica, y no volvió a actuar en Londres hasta 1920.

### Teatro
Una vez ya establecido, Cellier hizo una carrera en la que equilibró nuevas obras comerciales –
a veces farsas, a menudo dramas criminales – con obras clásicas. Su papel favorito era el de Hamlet, y entre otros papeles Shakespearianos interpretados por él figuraban Apemantus en Timón de Atenas, el papel del título en Enrique IV, 2.ª parte, Cassio en Otelo, Touchstone en Como gustéis, Angelo en Medida por medida, Ford en Las alegres comadres de Windsor, Quince en El sueño de una noche de verano y Kent en El rey Lear. Dos de sus papeles más célebres fueron los que encarnó en El mercader de Venecia y Noche de reyes, muy alabados por la crítica del diario The Times.
En los teatros del West End dirigió y actuó en numerosas funciones. Entre sus papeles figuran el de noble en The Man with a Load of Mischief (1925), uno de los pretendientes de Marie Tempest en la pieza de Noël Coward The Marquise (1927), Sir Peter Teazle en The School for Scandal (1929) y el Rey en Improper Duchess (1931). También participó en The Duchess of Dantzic en 1932 y dirigió y actuó en The Mask of Virtue (1935), con Vivien Leigh. Ese año también actuó en Espionage, una pieza de Walter C. Hackett representada en el Teatro Apollo. Su última actuación teatral tuvo lugar en 1946 en la obra de Terence Rattigan The Winslow Boy.

### Cine y fallecimiento
A partir de los años 1930 Cellier actuó en el cine, con papeles como el del Sheriff Watson en el film de Alfred Hitchcock The 39 Steps (1935). También fue Monsieur Barsac en la comedia The Guv'nor (1935).
Frank Cellier falleció en Londres, Inglaterra, en 1948, a los 64 años de edad.

## Selección de su filmografía
| - Her Reputation (1931) - Soldiers of the King (1933) - Colonel Blood (1934) - Lorna Doone (1934) - The Guv'nor (1935) - The Dictator (1935) - The Passing of the Third Floor Back (1935) - The 39 Steps (1935) - Tudor Rose (1936) - The Man Who Changed His Mind (1936) - Take My Tip (1937) - Non-Stop New York (1937) | - O.H.M.S. (1937) - Action for Slander (1937) - The Ware Case (1938) - Kate Plus Ten (1938) - A Royal Divorce (1938) - The Big Blockade (1940) - The Midas Touch (1940) - Quiet Wedding (1941) - Love on the Dole (1941) - Cottage to Let (1941) - The Black Sheep of Whitehall (1942) - The Magic Bow (1946) |